# Леополд фон Райхенбах
Хайнрих Леополд Вилхелм Кристоф фон Райхенбах (на немски: Heinrich Leopold Wilhelm Christoph von Reichenbach; * 22 март 1773 в Померсвиц; † 17 юни 1834 във Вайсщайн, Силезия) е граф на Райхенбах-Гошюц в Долносилезко войводство, Полша.
Той е вторият син на граф Хайнрих Леополд фон Райхенбах-Гошюц (1733 – 1805), „генерален наследствен пощенски-майстер“ на Силезия, и втората му съпруга графиня София Амалия Хенриета фон Райхенбах-Гошюц (1755 – 1797), дъщеря на брат му граф Хайнрих Густаф Готлоб фон Райхенбах-Гошюц (1731 – 1790) и принцеса Шарлота Августа фон Шварцбург-Зондерсхаузен (1732 – 1774), дъщеря на принц Август I фон Шварцбург-Зондерсхаузен (1691 – 1750) и принцеса Шарлота София фон Анхалт-Бернбург (1696 – 1762).
Гошюц е издинат 1752 г. от пруския крал на „Свободно племенно господство“.

## Фамилия
Леополд фон Райхенбах се жени на 22 май 1803 г. в Пилцен за Ернестина фон Кцетриц-Нойхауз (* 21 декември 177, Пилцен; † 29 септември 1816, Швайдниц). Те имат децата:
- Клементина фон Райхенбах (* 20 февруари 1805, Кюхендорф; † 10 юни 1849, Янкендорф), омъжена на 14 март 1825 г. във Вайсщайн, Силезия за граф Хайнрих LXXIV Ройс-Кьостриц (* 1 ноември 1798; † 22 февруари 1886)
- Анна Хенриета Емма фон Райхенбах (* 29 юли 1806, Бреслау; † 5 февруари 1893, Гота), омъжена на 14 март 1827 г. във Вайсщайн за граф Ханс Вилхелм Карл фон Бреслер (* 9 март 1801; † 3 ноември 1865)
- Хайнрих Леополд Ернст Адалберт фон Райхенбах (* 7 октомври 1807, Пилцен; † 13 май 1890, Касел), женен на 23 септември 1837 г. в Майнц за 	Берта фон Шлихтен (* 23 април 1818, Швайдниц; † 13 декември 1892, Касел); имат син и дъщеря
- Хайнрих Фридрих Ернст Юли ус фон Райхенбах (* 23 юли 1809, Пилцен; † 4 май 1881, Пилцен), женен на 4 януари 1846 г. в Бреслау за графиня Адела Клотилда Хенкел фон Донерсмарк (* 18 юни 1823, Бреслау; † 13 май 1855, Пилцен, окръг Швайдниц); нямат деца

Леополд фон Райхенбах се жени втори път на 3 януари 1818 г. в Берлин за Юлия фон Таден (* 3 януари 1793, Потсдам; † 9 октомври 1868, Вайсщайн). Те имат една дъщеря:
- Аделхайд фон Райхенбах (* 11 февруари 1820, Валденбург ; † 29 януари 1892, Фиренце), омъжена на 5 юни 1844 г. във Валденбург за граф Георг Фридрих Хайнрих Лудвиг фон Райхенбах (* 17 февруари 1817, Айхберг; † 9 юни 1881, Азлау)